# Frank Rosin
Frank Rosin (Dorsten, 17 juli 1966) is een Duitse sterrenkok, televisiekok en ondernemer. Hij is eigenaar van het Restaurant Rosin met twee Michelinsterren.

## Carrière
Frank Rosin werd op 17 juli 1966 in Dorsten geboren. Rosin kreeg zijn opleiding in Gelsenkirchen, eerst bij Hotel Monopol en daarna in Restaurant Kaiserau bij Harald Schroer. Na 1985 werkte hij in Californië en Spanje, waarna hij chef-kok werd aan boord van de viermaster Sea Cloud.
In 1990 opende hij zijn eigen restaurant, eerst in Gelsenkirchen, maar daarna verhuisde hij terug naar zijn geboorteplaats Dorsten. Het restaurant werd door Der Feinschmecker genoemd als restaurant van het jaar 2009.

### Televisie
Sinds 2008 doet hij aan Duitse televisie shows mee: als proever in Das Fast Food-Duell, als restaurant-tester in Rosins Restaurant en als jurylid in Topfgeldjäger. Verder presenteerde hij in 2014 de Duitse versie van Hell's Kitchen. In 2022 verscheen zijn eigen show met als titel Rosins Heldenküche bij Kabel Eins.

## Boeken
- Schmackofatz! Einfach gut kochen. Mit kulinarischen Reportagen von Helmut Krause und André Laaks 
 uitgegeven door Knaur, München 2004, ISBN 3-426-66887-4
- Fitness à la carte! Sport-Stars und ihr Lieblingsgericht. Sporternährung von A–Z (met Stéphane Franke)
 uitgegeven door Weropress, Pfaffenweiler 2004, ISBN 3-937588-09-4
- Das Kochbuch. Kreative Rezepte mit einfachen Zutaten
uitgegeven door VGS, Keulen 2010, ISBN 978-3-8025-3725-7

## Trivia
- Hij is fan van FC Schalke 04 en runde kortstondig voor de club de ontvangstruimte voor hoogwaardigheidsbekleders.[1]